# Катюшино
Катюшино — деревня в Алькеевском районе Татарстана. Входит в состав Верхнеколчуринского сельского поселения.

## География
Находится в южной части Татарстана на расстоянии приблизительно 21 км по прямой на юго-запад от районного центра села Базарные Матаки.

## История
Основана предположительно в начале XVIII века.

## Население
Постоянных жителей было: в 1859 году — 563, в 1897 — 614, в 1908 — 788, в 1920 — 883, в 1926 — 654, в 1938 — 416, в 1949 — 352, в 1958 — 389, в 1976 — 301, в 1979 — 199, в 1989 — 104, в 2002 — 24 (русские 93 %), 229 — в 2010.